# Воздушный десант

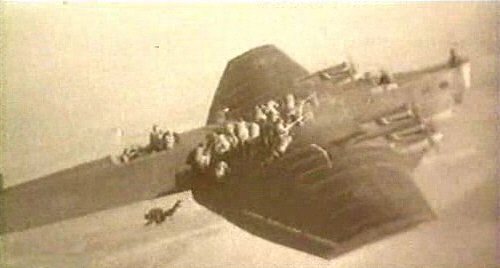
Учения по высадке парашютного десанта с бомбардировщика ТБ-3, РККА, 1930 год.

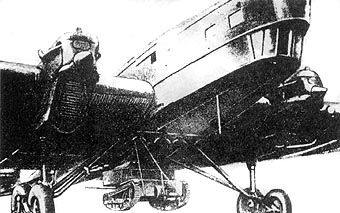
Бомбардировщик ТБ-3 с танкеткой Т-27, 1935 год.

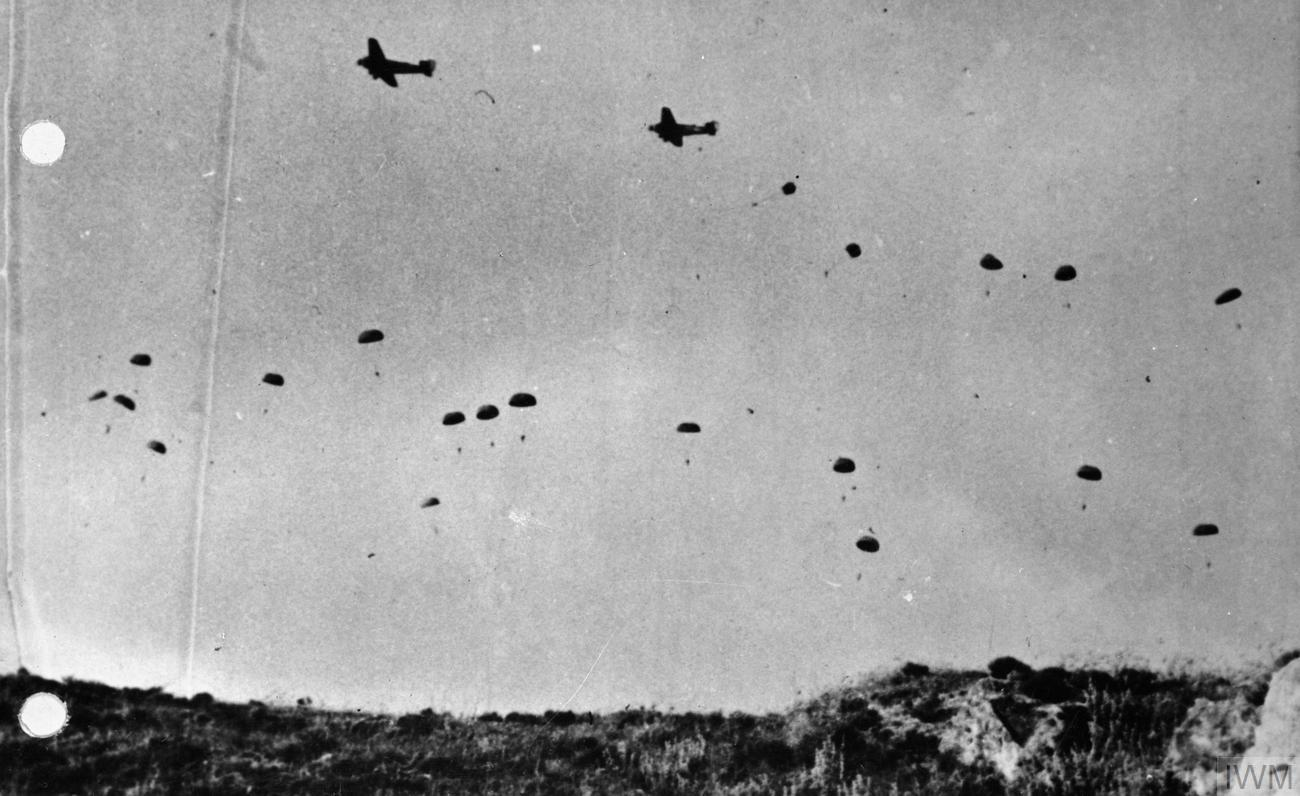
Десантирование немецких парашютистов на Крите, май, 1941 год.

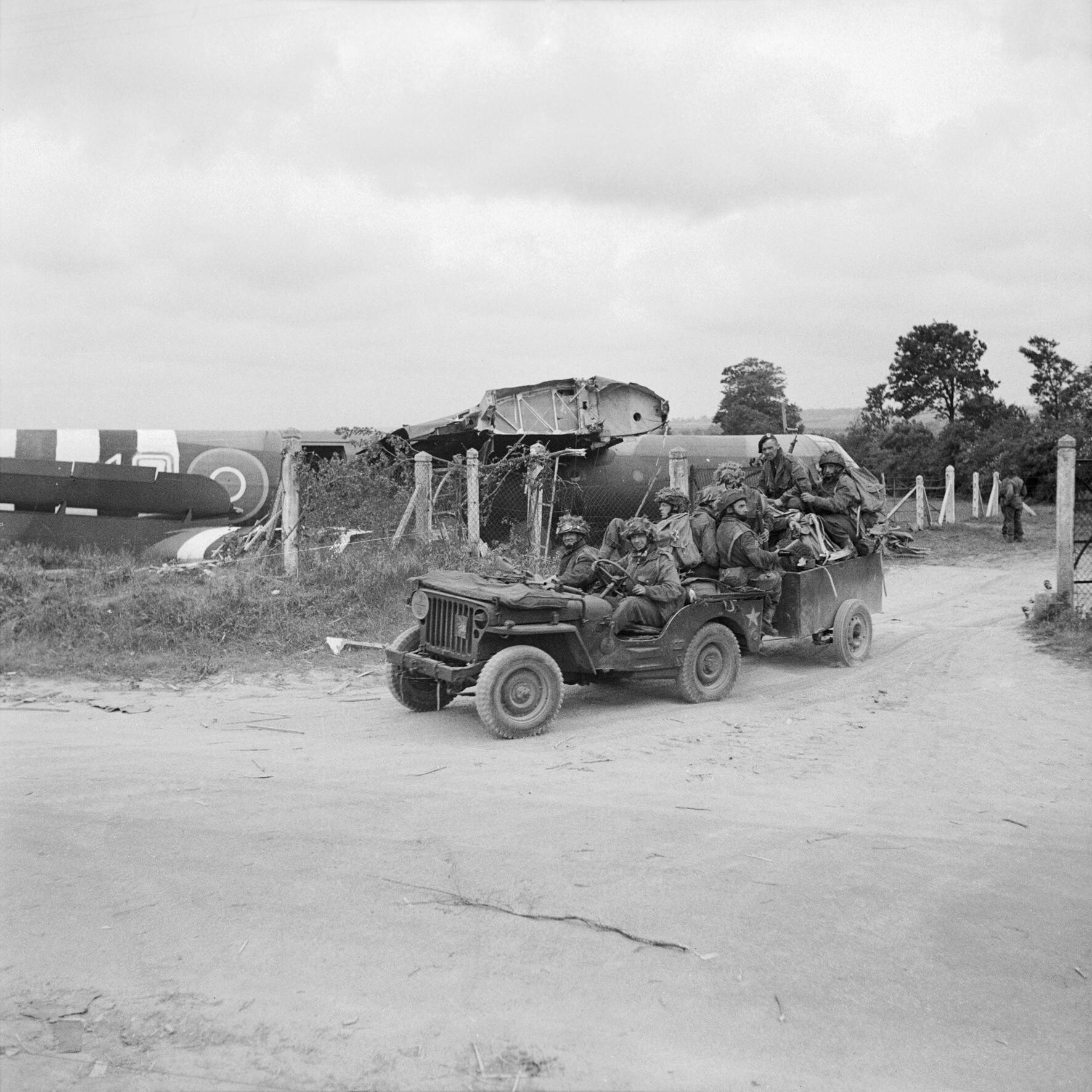
Английский планерный десант, 6 июня 1944 года, на заднем плане виден планер.

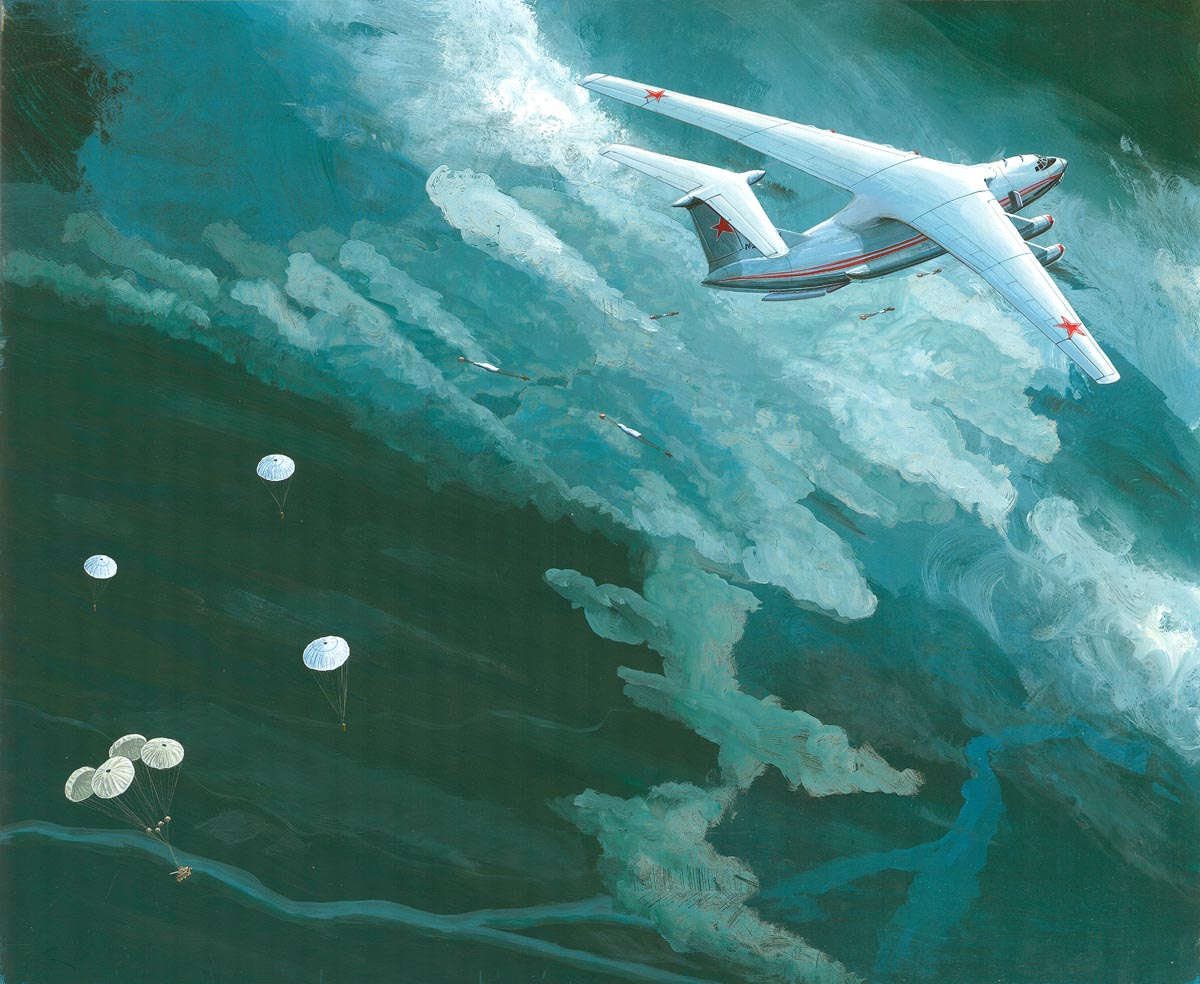
Советский воздушный десант в представлении американского художника.

Воздушный деса́нт (от фр. descente — высадка, спуск) — проведение десанта с доставкой специально подготовленных соединений, частей и подразделений в тыл противника  летательными аппаратами (самолётами военно-транспортной авиации, вертолётами армейской авиации, планерами) для выполнения боевых (специальных) задач.

## Боевые задачи
Тактические воздушные десанты выделяются, как правило, из состава общевойсковых объединений, соединений и частей, которые высаживаются в тылу противника с вертолётов для содействия войскам, наступающим с фронта, в прорыве оборонительных позиций противника, уничтожении тактического ядерного оружия, пунктов управления, захвате и удержании мостов, переправ и выполнении других задач.
Основу оперативно-стратегических и оперативных воздушных десантов составляют соединения и части воздушно-десантных войск, десантно-штурмовых и аэромобильных войск, иногда в их состав могут добавляться механизированные войска. Они осуществляют десантирование в глубоком тылу противника для овладения важными военно-экономическими районами, дезорганизации государственного и военного управления, уничтожение средств ядерного нападения и важнейших военных объектов. По средствам высадки воздушные десанты делятся на парашютные, посадочные и комбинированные (парашютно-посадочные).
При проведении парашютного десанта весь личный состав, боевая техника, материальные средства десантируются на парашютах и грузовых многокупольных парашютных системах. Десант может будет высажен в любом месте, в любое время дня и ночи, непосредственно на объект, вблизи объекта захвата (на расстоянии до 3 км) и на некотором расстоянии от объекта (более 3 км). Посадочный десант высаживается с самолётов, вертолётов или планеров, используя захвате аэродромы и посадочные площадки в тылу противника.
При проведении комбинированного десантирования личный состав и лёгкое вооружение десантируется на парашютах, а тяжёлая боевая техника и её экипажа (оформление) высаживаются с самолётов на захваченных парашютистами аэродромах и площадках.
Воздушно-десантные подразделения, части и соединения десантируются, как правило, самолётами и действуют самостоятельно, десантно-штурмовые и аэромобильные подразделения, части и соединения десантируются, как правило, на вертолётах и действуют совместно с ними, но все они готовятся для ведения боев, боевых, десантно-штурмовых, рейдовых, антитеррористических и миротворческих действий и могут десантироваться парашютным, посадочным и комбинированным способом вертолётами и самолётами в зависимости от поставленных боевых задач и условий обстановки.

## Виды
По количеству войск, привлекаемых характером задач, которые выполняются, глубине высадки (выброски) десанты могут быть:
- оперативно-стратегическими;
- оперативными;
- оперативно-тактическими;
- тактическими;
- специального назначения.

По звеньям управления:
- стратегический;
- оперативный;
- тактический.

По задачам:
- разведывательный;
- диверсионный;
- разведывательно-диверсионный;
- сковывающий;
- отвлекающий.

По средам проведения:
- воздушный десант;
  - самолётный десант;
  - планерный десант;
  - вертолётный десант;

## Десантируемая техника
- при воздушном десанте применяются БМД (Боевая машина десанта или Боевая машина десантируемая) — боевые гусеничные плавающие машины, авиадесантируемая парашютным, парашютно-реактивным или посадочным способом.
- Десантно-штурмовой вертолёт

## Известные операции
- Десант на форт Эбен-Эмаэль (1940 год)
- Критская операция (1941 год)
- Вяземская воздушно-десантная операция (1942 год)
- Днепровская воздушно-десантная операция (1943 год)
- Операция «Маркет Гарден» (1944 год)
- Рейнская воздушно-десантная операция (1945 год)

После второй мировой войны крупные воздушно-десантные операции не производились, но оперативные и тактические воздушные десанты широко применялись в локальных войнах. Например:
- во время Корейской войны США высадили два воздушных десанта силами в воздушно-десантный полк каждый в районах Сукчен, Сунчхон (20—21 октября 1950) и Мунсан (23—24 марта 1951);
- во время Тройственной агрессии против Египта десантом батальона 202-й парашютной бригады армии Израиля 29 октября 1956 года был захвачен перевал Миртла на Синайском полуострове, а 5 ноября англо-французский десант овладел городом Порт-Саид;
- в Ираке армия США высаживала парашютные десанты в операции «Буря в пустыне» в 1991 году и при оккупации Ирака в 2003 году силами 173-й отдельной вдбр и батальона 10-й легкой пехотной дивизии на севере страны[3];
- во время первой чеченской войны в мае-июне 1995 года высаживались два тактических вертолётных десанта посадочным способом в тылу чеченских сепаратистов, что обеспечило быстрый захват мощных укреплённых пунктов Ведено и Шатой[4].